# Abraham Bloemaert
Abraham Bloemaert (25. december 1564 – 27. januar 1651) var en hollandsk kunstmaler og grafiker med speciale i kobberstik. Han tilhørte den nordiske manierisme-bevægelse fra omkring 1585, men tilpassede sin stil til de nye barokke strømninger. Han malede historiske-, mytologiske-, og bibelske motiver og landskabsmalerier.
Bloemaert var født i Gorinchem som søn af arkitekt og billedhuggeren Cornelis Bloemaert, som flyttede med sin familie til Utrecht i 1575, hvor Bloemaert blev oplært af sin far og Gerrit Splinter (som selv var oplært af Frans Floris) og Joos de Beer. (ifølge Mander lærte han ikke synderligt af dem). I  1581-1583 opholdt han sig tre år i Paris, hvor han studerede under Jehan Bassot (måske Jean Cousin den yngre) og en Maistre Herry. Mens han opholdt sig i Fontainebleau, modtog han yderligere oplæring fra sin landsmand Hieronymus Francken. Han vendte tilbage til Utrecht i 1583 umiddelbart før den franske Hugenottkrig, under hvilken store dele af Château de Fontainebleau blev ødelagt. Da hans far blev udnævnt til stadsbygmester (Stads-bouwmeester) i 1591, fulgte Abraham ham dertil, og efter farens død i 1593 vendte han tilbage til Utrecht, hvor han grundlagde et værksted og blev medlem af Utrechts Sankt Lukasgilde (traditionelt kaldet "zadelaarsgilde") i 1594.
I 1611 var han og Paulus Moreelse blandt grundlæggerne af et ny Sankt Lukasgilde i Utrecht. Mange af Bloemaerts malerier blev bestilt af Utrechts katolske schuilkerk
Bloemaert drev tydeligvis en succesrig forretning, for i 1671 havde han midler til at købe et stort hus i Mariakerkhof i centrum for det katolske samfund i Utrecht. Men i modsætning til den protestantiske Moreelse – og på trods af sin velstand – blandede Bloemaert sig aldrig i politik. Han deltog derimod i det intellektuelle liv i Utrecht og havde flere venner herfra som antikvaren Aernout van Buchel. I 1626 fik hans værksted besøg af Elizabeth Stuart, tidligere dronning af Bøhmen, og året efter af Peter Paul Rubens.
Han var en begavet lærer. Iblandt hans mange elever var hans fire sønner Hendrick, Frederik, Cornelis og Adriaan, som alle nåede et betydeligt ry som kunstnere foruden Jan van Bijlert, Andries Both, Gerard van Honthorst, Leonaert Bramer, Bartholomeus Breenbergh, Hendrick ter Brugghen, Jacob Gerritsz. Cuyp, Willem van Drielenburg, Wybrand de Geest, Nikolaus Knüpfer, Cornelius van Poelenburgh, Henrik Schook, Matthias Stom, Herman van Swanevelt, Dirck Voorst og Jan Weenix.
Abraham Bloemaert var gift to gange. Første gang i 1592 med Judith van Schonenburch fra Utrecht. Hun døde barnløs i 1599. I 1600 giftede han sig igen, denne gang med Gerarda de Roij, som fødte ham mindst otte børn; mindst fire sønner blev kunstnere. Abraham Bloemaert døde i Utrecht og ligger begravet i St.-Katharinen-Kathedralen der.

## Offentlig udstillet
Bloemaert er repræsenteret i de følgende samlinger: Detroit Institute of Arts, Michigan; Fine Arts Museums of San Francisco; Ermitagen, Skt. Petersborg; Indianapolis Museum of Art, Indiana; J. Paul Getty Museum, Los Angeles; Mauritshuis, Haag; Metropolitan Museum of Art, New York; Minneapolis Institute of Arts, Minnesota; Museum of Fine Arts, Boston; National Gallery of Canada, Ottawa; Rijksmuseum, Amsterdam; Royal Academy of Arts, London; University of Rochester, New York; Bob Jones University, Greenville, South Carolina; Centraal Museum, Utrecht; Cleveland Museum of Art, Ohio; Courtauld Institute of Art, London; Harvard University Art Museums, Massachusetts; Kunsthalle zu Kiel i Tyskland mm.

## Gallery
- Apollon og Diana straffer Niobe ved at dræbe hendes børn, 1591
- De fire evangelister, 1615
- Vertumnus og Pomona, 1620
- Johannes Døberen prædiker, c. 1620
- Alegori over vinteren, 1625-30
- Hyrdinde med vindruer, 1628
- Pause under flugten til Ægypten, 1632
- Venus og Adonis, 1632
- Gudernes fest ved Peleus og Thetis bryllup, 1638 (Mauritshuis, 17)

- Wikimedia Commons har flere filer relateret til Abraham Bloemaert